# Johann Hattmannsdorfer
Johann Hattmannsdorfer (* 13. Februar 1909 in St. Georgen an der Gusen; † 5. Februar 1974 ebenda) war ein österreichischer Politiker (ÖVP) und Kleinlandwirt. Er war von 1949 bis 1962 Abgeordneter zum Nationalrat.

## Leben und Wirken
Johann Hattmannsdorfer wurde am 13. Februar 1909 als Sohn des Bauern Johann Hattmannsdorfer und dessen Ehefrau Anna (geborene Haider) in St. Georgen an der Gusen geboren und am 14. Februar 1909 auf den Namen Johann getauft. Der Familienname wurde ursprünglich im Taufbuch als Hattmannstorfer angegeben und der Eintrag erst 1964 auf die richtige Schreibweise Hattmannsdorfer korrigiert.
Hattmannsdorfer besuchte die Volksschule und das bäuerliche Volksbildungsheim Hubertenhof und war in der Folge beruflich als Kleinlandwirt tätig. Zudem war er Leiter der Lagerhausfiliale in St. Georgen an der Gusen.
Zwischen 1945 und dem 9. Oktober 1949 wirkte er als Vizebürgermeister von St. Georgen an der Gusen, danach war er vom 9. Oktober 1949 bis zum 22. Oktober 1967 Bürgermeister der Gemeinde. Er vertrat die Österreichische Volkspartei zudem vom 8. November 1949 bis zum 14. Dezember 1962 im Nationalrat und war zwischen 1946 und 1955 als Landwirtschaftsreferent der Zivilverwaltung des Mühlviertels aktiv. Innerparteilich war er Mitglied der Landesparteileitung der ÖVP Oberösterreich. Des Weiteren hatte Hattmannsdorfer ab 1955 die Funktion eines Kammerrats der Landwirtschaftskammer für Oberösterreich inne, war zwischen 1967 und 1973 deren Vizepräsident und wirkte zudem ab 1953 als Vorsitzender-Stellvertreter der Land- und Forstwirtschaftliche Sozialversicherungsanstalt. Als weitere Funktionen war er zwischen 1945 und 1974 Obmann der Raiffeisenkasse St. Georgen an der Gusen sowie zeitweise Obmann der Raiffeisen-Zentralkasse.

## Auszeichnungen
- 1967: Goldenes Ehrenzeichen für Verdienste um die Republik Österreich[2]